# 都尚县
都尚县，中国唐朝古县名。
唐太宗贞观三年（629年）时置都尚县，治所在今贵州省三都水族自治县东北都江镇，一说治今贵州省都匀市坝固镇。为应州的州治。应州属于黔州都督府，唐朝中期以后降为羁縻州，宋朝时废都尚县。 